# Tjaša Kotnik
Tjaša Kotnik (* 16. Oktober 1992 in Ljubljana) ist eine slowenische Volleyball- und Beachvolleyballspielerin.

## Karriere Halle
Tjaša Kotnik ist die Tochter des Basketballspielers Slavko Kotnik und probierte zunächst diese Sportart, bevor sie zum Volleyball wechselte. Sie begann ihre Karriere am Gimnazija Šentvid und spielte sieben Jahre bei OK Vital Ljubljana. Außerdem gehörte sie zu den Nachwuchs-Nationalmannschaft der U14, U16 und U18. 2012 ging sie zum Studium in die Vereinigten Staaten und spielte in drei Universitätsmannschaften. 2012 war sie an der University of Utah aktiv, in den nächsten beiden Jahren am Eckerd College und 2017 an der Grand Canyon University. In der Saison 2019/20 spielte sie beim Schweizer Erstligisten Volley Lugano, mit dem sie auch im Challenge Cup antrat.

## Karriere Beach
Kotnik spielte ihr erstes Beachvolleyball-Turnier 2016 in Mokronog mit Špela Morgan. 2017 bildete sie ein Duo mit Tjaša Jančar. Kotnik/Jančar kamen bei den CEV-Satellite-Turnieren in Ljubljana, Satu Mare und Baku jeweils in die Top Ten und gewannen das nationale Turnier in St. Johann im Pongau. Auf der FIVB World Tour 2017/18 wurden sie im Winter zunächst Neunte in Sydney (2 Sterne) und traten bei den Turnieren in Den Haag (4 Sterne) und Fort Lauderdale (5 Sterne) an. Im Sommer 2018 spielte Kotnik dann mit wechselnden Partnerinnen. Mit Ana Skarlovnik wurde sie Neunte beim 1-Stern-Turnier in Baden. Mit Nina Lovšin wurden sie bei nationalen Turnieren in Innsbruck, Graz und Wolfurt Dritte und in Bibione und Rabenstein Zweite. Auf der World Tour erreichte das Duo jeweils den 17. Platz in Poreč und Vaduz sowie den neunten Rang in Samsun (alles 1-Stern-Turniere). Kotnik/Jančar nahmen am 5-Sterne-Turnier in Gstaad teil, wurden Neunte in Ljubljana und gewannen im August ein MEVZA-Turnier in Portorož sowie eine Woche später das 1-Stern-Turnier in Siófok.
2019 bildeten Kotnik/Jančar wieder ein festes Duo. Auf der World Tour wurden sie zunächst Vierte in Boracay (1 Stern), bevor sie auf den 2-Sterne-Turnieren in Nantong und Nanjing zweistellige Platzierungen hatten. In Qidong und Zhongwei (2 Sterne) wurden sie jeweils Neunte und in Ljubljana (1 Stern) Fünfte. Auf nationaler Ebene siegten sie bei den Turnieren in Innsbruck und Graz und wurden Dritte in Cesenatico sowie Zweite in Wolfurt. In ihrer gemeinsamen Zeit wurden Kotnik/Jančar außerdem dreimal slowenische Meisterinnen.
2020 spielte Kotnik auf den wenigen verfügbaren Turnieren mit Monika Potokar. Das Duo belegte national den fünften Platz in Preddvor und gewann das Turnier in Kranj. Beim FIVB-Turnier in Ljubljana (1 Stern) wurden sie ebenfalls Fünfte. Außerdem wurden Kotnik/Potokar slowenische Meisterinnen. Anfang 2021 trat Kotnik mit der deutschen Spielerin Leonie Klinke bei der German Beach Trophy an. Als Gruppenzweite der Hauptrunde erreichten sie direkt das Halbfinale, das sie gegen Aulenbrock/Ferger verloren. Seit Mai 2021 ist Tajda Lovšin Kotniks Partnerin. Im Juli 2021 gewannen Kotnik/Lovšin die nationale Meisterschaft. Bei der Europameisterschaft 2022 in München erreichten die beiden Sloweninnen die KO-Runde, in der sie gegen die Ukrainerinnen Inna und Iryna Machno ausschieden. Bestes Ergebnis auf der neugeschaffenen World Beach Pro Tour 2022 war ein fünfter Platz im November beim Elite16-Turnier in Kapstadt.